# Jorge Halperín
Jorge Ricardo Halperín (Buenos Aires; 7 de febrero de 1948) es un periodista y escritor argentino, en actividad desde 1967.

## Biografía
Jorge Halperín comenzó su carrera de periodista en 1967, a los 19 años de edad.
Integró las redacciones de varios periódicos, como
- 1971-1977: redactor de la sección de Espectáculos del diario El Mundo.
- 1975-1976: redactor de las secciones de Ciencia y de Cultura en El Cronista Comercial.
- 1979-1991: trabajó en las secciones de «Economía» y «Política Internacional» en el diario Clarín.[6]
- 1991-1998: dirigió las secciones «Opinión», «Cultura» y «Nación» en Clarín.
- Crónica
- la revista Mengano.
- Trabajó para las editoriales Atlántida, Julio Korn y Abril.
- Fue prosecretario de Política y Economía de la revista Creación.
- Fue director de la revista Trespuntos.

Fue compañero del periodista Adolfo Castelo (1940-2004) durante el ciclo Mirá lo que te digo y Aunque parezca mentira. En 2001 creó el programa La siesta inolvidable.
En 2003 fue nombrado miembro de la Academia Nacional de Periodismo.
En 2005 escribió los guiones del ciclo de televisión Misterios urbanos, emitido por el canal Infinito.
Fue panelista en el programa televisivo El gen argentino, de Mario Pergolini (por el canal Telefé).
Desde 2010 es editor para el Cono Sur de Le Monde Diplomatique. Condujo los programas radiales
La siesta inolvidable (Radio El Mundo y radio Mitre),
Tarde o temprano (Radio América),
¿Cuál es? (radio Rock & Pop) y
Bicentenario (radio Nacional).
Ha dictado seminarios y talleres de periodismo en numerosas universidades del país y del exterior.<

## Libros publicados
Entre sus libros publicados se cuentan:
- Conversaciones con Saramago: reflexiones desde Lanzarote. Buenos Aires: Icaria, 2002.
- Saramago: soy un comunista hormonal (conversaciones con Jorge Halperín). Buenos Aires: Capital l, 2007.[9]
- De utopías y banderas: seis grandes pensadores analizan los movimientos progresistas. Buenos Aires: Capital Intelectual, 2008.
- El mundo en la nueva era imperial (con Ignacio Ramonet). Buenos Aires: Aún Creemos en los Sueños, 2002.
- La entrevista periodística, intimidades de la conversación pública [1998]. Buenos Aires: Aguilar, 2008.
- Pensar el mundo: conversaciones con las personas más lúcidas de fin de siglo.
- Mentiras verdaderas.
- Lo mejor de «La siesta inolvidable». Buenos Aires: Aguilar, 2005.
- El progresismo argentino, historia y actualidad.
- Noticias del poder; buenas y malas artes del periodismo político. Buenos Aires: Aguilar, 2007.
- Las muchachas peronistas. Eva, Isabel y Cristina. ¿Por qué desatan odios las mujeres en el poder?. Buenos Aires: Aguilar, 2009.

### Con «Le Monde Diplomatique»
- Conversaciones con Noam Chomsky
- Conversaciones con José Saramago
- Conversaciones con Ignacio Ramonet
- Conversaciones con John Galbraith
  - John Galbraith: Estados Unidos y el fin de la hegemonía (conversaciones con Jorge Halperín).
- Noam Chomsky: Bush y los años del miedo (conversaciones con Jorge Halperín). Le Monde Diplomatique
  - Conversaciones con Chomsky (Jorge Halperín, de Le Monde Diplomatique, dialoga con Noam Chomsky). Santiago de Chile, 2003; ISBN 9789568134266.
- 2006: John Sulston: el genoma y la división de clases (conversaciones con Jorge Halperín). Buenos Aires: CI (Capital Intelectual); ISBN 9789871181209.[10]
- 2016: "Cómo currar en la función pública y salir millonario". Buenos Aires.

## Radio
Halperín también es hombre de radio. Trabajó con Lalo Mir (1952–) y Adolfo Castelo (1940-2004), y su columna La siesta inolvidable devino en programa de las tardes de Radio Mitre. En 2007 Halperín fue echado de esa radio junto al periodista Carlos Barragán. Comparte una columna semanal en el programa ¿Cuál es? de la radio Rock & Pop.
También condujo El preguntador (canal Metro) y Dinero ―un ciclo de entrevistas temáticas por el canal de televisión Ciudad Abierta, el canal de la ciudad de Buenos Aires―. Ese programa fue «levantado» al asumir el gobierno de Mauricio Macri.
En 2010 trabajó en Radio Nacional, conduciendo el programa Bicentenario (en alusión a los 200 años de la Revolución de Mayo). Formó parte del panel de "Todos en Cuero" por Radio Nacional, conducido por Carlos Barragán, que duró hasta 2016 cuando fue despedido por la interventora de Radio Nacional, Ana Gerschenson, proveniente del diario La Nación. Varios comunicadores criticaron la medida y acusaron al gobierno de "persecución ideológica". Días después Gerschenson admitió haber revisado el Twitter del periodista y basarse en ellos para su despido.

## Reconocimientos
Ha recibido distinciones, entre ellas:
- 1997: diploma al mérito de la Fundación Konex en el rubro «Aspectos teóricos del periodismo y las comunicaciones».
- Premio Éter: «Columnista de radio del año»;
- 2005: «Premio a la mejor columna de radio», otorgado por Argentores (Sociedad Argentina de Autores) por su columna diaria La siesta inolvidable, por radio Mitre, o por su columna semanal en el programa ¿Cuál es? de la radio Rock & Pop.
- 2007: jurado de la Fundación Konex en el rubro «Comunicación (periodismo)».
- «Al maestro con cariño», otorgado por el TEA (Taller Escuela Agencia).
- 2010: premio Martín Fierro por «mejor labor periodística en radio».[15]